# Maksym Stepanow
Maksym Wołodymyrowycz Stepanow, ukr. Максим Володимирович Степанов (ur. 18 sierpnia 1975 w Skoworodinie) – ukraiński polityk i menedżer, w latach 2017–2019 przewodniczący Odeskiej Obwodowej Administracji Państwowej, w latach 2020–2021 minister zdrowia.

## Życiorys
W 1998 ukończył studia medyczne na donieckim uniwersytecie medycznym. W 2004 został absolwentem międzynarodowych stosunków gospodarczych na Kijowskim Narodowym Uniwersytecie Ekonomicznym. W latach 1999–2001 był zastępcą dyrektora generalnego przedsiębiorstwa należącego do koncernu Naftohaz Ukrainy. Później pracował na dyrektorskich stanowiskach w innych przedsiębiorstwach, był też krótko urzędnikiem administracji podatkowej. W latach 2008–2010 pełnił funkcję zastępcy przewodniczącego Odeskiej Obwodowej Administracji Państwowej, kierował nią natomiast od 2017 do 2019. W latach 2011–2016 stał na czele państwowego przedsiębiorstwa Polihrafkombinat „Ukrajina”, zajmującego się drukiem formularzy dokumentów urzędowych.
W marcu 2020 objął stanowisko ministra zdrowia w gabinecie Denysa Szmyhala. W tym samym roku wybrany do rady obwodu odeskiego. W maju 2021 zakończył pełnienie funkcji ministra.